# Ted Templeman
Ted Templeman (* 24. Oktober 1944 in Santa Cruz, Kalifornien) ist ein US-amerikanischer Rockmusik-Produzent, der vor allem für seine Arbeit mit Van Halen und den Doobie Brothers bekannt wurde.

## Biographie
Templeman begann seine Musikkarriere als Schlagzeuger in verschiedenen lokal bekannten Bands. Später schloss er sich dann den Tikis an, die sich 1966 in Harpers Bizarre umbenannten. Neben seiner Arbeit als Gitarrist und Sänger der Gruppe, half er auch Lenny Waronker, dem Produzenten von Harpers Bizarre, im Studio.
Als sich Harpers Bizarre 1970 trennten, bot Waronker Templeman eine Stelle als Produzent bei Warner Brothers Records an. Ende des Jahres nahm er eine damals unbekannte kalifornische Band unter seine Fittiche, die sich Doobie Brothers nannte. Das Debütalbum floppte, doch schon das Folgealbum Toulouse Street wurde ein voller Erfolg. Templeman produzierte alle weiteren Alben der Band, die auf Warner Brothers erschienen.
Auch für Van Morrison, Captain Beefheart, Little Feat und Montrose produzierte Templeman in dieser Zeit einige erfolgreiche Alben. 1977 brachte er dann eine Hard-Rock-Band namens Van Halen zu dem Warner-Bros.-Label, die er in einem Club in Hollywood entdeckt hatte. Bis 1984 produzierte Templeman alle Alben der Band.
Danach folgten unter anderem Werke der Ex-Van-Halen-Musiker David Lee Roth und Sammy Hagar sowie LPs von Eric Clapton und Aerosmith. Ende der 1980er Jahre verebbten dann langsam die Erfolge von Templemans Produktionen, auch wenn er bis ins 21. Jahrhundert noch in der Musikbranche aktiv war.

## Diskographie

### Als Musiker
- Anything Goes (1967 mit Harpers Bizarre)
- Feelin’ Groovy (1967 mit Harpers Bizarre)
- Secret Life of Harpers Bizarre (1968 mit Harpers Bizarre)
- Harpers Bizarre 4 (1969 mit Harpers Bizarre)
- Arcade (1983 mit Patrick Simmons)

### Als Produzent
- The Doobie Brothers (1971 von den Doobie Brothers)
- Tupelo Honey (1971 von Van Morrison)
- Clear Spot (1972 von Captain Beefheart and the Magic Band)
- Sailin’ Shoes (1972 von Little Feat)
- Saint Dominic’s Preview (1972 von Van Morrison)
- Toulouse Street (1972 von den Doobie Brothers)
- The Captain and Me (1973 von den Doobie Brothers)
- Montrose (1973 von Montrose)
- It’s Too Late to Stop Now (1974 von Van Morrison)
- Paper Money (1974 von Montrose)
- What Were Once Vices Are Now Habits (1974 von den Doobie Brothers)
- Stampede (1975 von den Doobie Brothers)
- Takin’ It to the Streets (1976 von den Doobie Brothers)
- Livin’ on the Fault Line (1977 von den Doobie Brothers)
- Time Loves a Hero (1977 von Little Feat)
- Minute by Minute (1978 von den Doobie Brothers)
- Nicolette (1978 von Nicolette Larson)
- Van Halen (1978 von Van Halen)
- Everything You’ve Heard Is True (1979 von Tom Johnston)
- In the Nick of Time (1979 von Nicolette Larson)
- Van Halen II (1979 von Van Halen)
- One Step Closer (1980 von den Doobie Brothers)
- Radioland (1980 von Nicolette Larson)
- Women and Children First (1980 von Van Halen)
- Fair Warning (1981 von Van Halen)
- Hoy-Hoy! (1981 von Little Feat)
- All Dressed up & No Place to Go (1982 von Nicolette Larson)
- Diver Down (1982 von Van Halen)
- If That’s What It Takes (1982 von Michael McDonald)
- Farewell Tour (1983 von den Doobie Brothers)
- Road Games (1983 von Allan Holdsworth)
- 1984  (1984 von Van Halen)
- VOA (1984 von Sammy Hagar)
- Behind the Sun (1985 von Eric Clapton)
- Crazy from the Heart (1985 von David Lee Roth)
- Done with Mirrors (1985 von Aerosmith)
- No Lookin’ Back (1985 von Michael McDonald)
- Down and out in Beverly Hills (1986; Original Soundtrack)
- Eat ’Em and Smile (1986 von David Lee Roth)
- Sonrisa Salvaje (1986 von David Lee Roth)
- Atomic Playboys (1987 von Steve Stevens, ausführender Produzent)
- BulletBoys (1988 von den BulletBoys)
- Racing after Midnight (1988 von Honeymoon Suite)
- Talk to Your Daughter (1988 von Robben Ford)
- Atomic Playboys (1989 von Steve Stevens)
- Take It to Heart (1990 von Michael McDonald)
- For Unlawful Carnal Knowledge (1991 von Van Halen)
- Freakshow (1991 von den BulletBoys)
- Za-Za (1993 von den BulletBoys)
- Seducing down the Door (1994 von John Cale)
- Woke up with a Monster (1994 von Cheap Trick)
- You’re All I Wanna Do (1994 von Cheap Trick)
- Mugzy’s Move (1995 von Royal Crown Revue)
- Postman – Music from the Motion Picture Soundtrack (1997; Original Soundtrack)
- Private Parts (1997; Original Soundtrack)
- Bathhouse Betty (1998 von Bette Midler)
- Contender (1998 von Royal Crown Revue)
- Philosopher’s Stone (1998 von Van Morrison)
- Detroit Rock City (1999; Original Soundtrack)
- Varsity Blues (1999; Original Soundtrack)
- Back to Mine (2002 von New Order)
- Radio (2003; Original Soundtrack)

| Personendaten    | Personendaten                               |
| ---------------- | ------------------------------------------- |
| NAME             | Templeman, Ted                              |
| KURZBESCHREIBUNG | US-amerikanischer Rockmusikproduzent        |
| GEBURTSDATUM     | 24. Oktober 1944                            |
| GEBURTSORT       | Santa Cruz, Kalifornien, Vereinigte Staaten |